# دست ناپیدا
دست ناپیدا فیلمی به کارگردانی و نویسندگی انسیه شاه‌حسینی محصول سال ۱۴۰۲ است. این فیلم که در بخش سودای سیمرغ چهل و دومین دوره جشنواره فجر حضور داشت محصول مشترک بنیاد سینمایی فارابی و بنیاد شهید انقلاب اسلامی است. دست ناپیدا در جشنواره چهل و دوم فیلم فجر برنده سیمرغ جلوه های ویژه شد

## داستان فیلم
در سالهای ابتدایی جنگ یک زن خبرنگار با عده ای زن ایثارگر آشنا شده و سرنوشتش دچار تغییر می‌شود.